# David Anear
David Anear (* 26. März 1948 in Lowestoft, Suffolk, England) ist ein ehemaliger australischer Bogenschütze.
Anear nahm an den Olympischen Spielen 1976 in Montreal teil und belegte dort Platz 13. Im Jahr 2000 gehörte er zu den Fackelträgern der Spiele in Sydney. Anear startete für den Yarra Bowmen Archery Club.